# Провера чињеница
Проверавање чињеница представља чин провере чињеничних тврдњи у нефикцијском (некњижевном) тексту како би се утврдила веродостојност и тачност чињеничних навода у тексту. Ово се може учинити било пре (ante hoc) или након (post hoc) што је текст објављен или на други начин дистрибуиран.
Претходна (аnte hoc) провера чињеница (провера чињеница пре дисеминације) има за циљ да уклони грешке и омогући даљу дистрибуцију текста (или његово одбацивање уколико не буде потврђен или на основу других критеријума). Накнадна или post hoc провера чињеница најчешће је праћена писаним извештајем о непрецизностима, a понекад и визуелном оценом од стране организације која врши проверу (нпр. e.g., Пинокио (Pinocchios) кога додељује The Washington Post Fact Checker, или TRUTH-O-METER оцена коју даје PolitiFact). Неколико организација, као што су FactCheck.org и PolitiFact, посвећено је post hoc провери чињеница.
Истраживање о утицају провере чињеница релативно је новијег датума, али постојећа истраживања наговештавају да провера чињеница заиста коригује мисперцепцију међу грађанима, као и да обесхрабрује политичаре у намери да шире дезинформације.

## Накнадна провера чињеница

### Конзистентност међу онима који проверавају чињенице
Једна студија усановила је да постоји висок степен сагласности у евалуацији тврдњи између следећих организација за проверу чињеница: PolitiFact, FactCheck.org и Washington Post's Fact Checker. 
Међутим, студија Мораган Маријета, Дејвида Бакера и Тода Баузера пронашла је „значајне разлике у погледу постављених питања и понуђених одговора.“ Они су закључили да ово ограничава „крисност проверавања чињеница за грађане који покушавају да одлуче којој верзији спорне реалности да верују.“
Рад др Клое Лим са Универзитета Станфорд налази да постоји само незнатно преклапање у изјавама које дају верификатори чињеница. Од 1065 провера чињеница које је извршио PolitiFact и 240 провера чињеница The Washington Post's Fact-Checker, било је само 70 изјава које су обе организације провериле. Студија је установила да су организације које проверавају чињенице дале конзистентне оцене за 56 од 70 изјава, што значи да се ове две организације које проверавају чињенице не слажу о тачности сваке пете изјаве.

## Ефекти
Студије о post hoc проверавању чињеница јасно су показале да овакви напори често резултирају променама у понашању, генерално, како код говорника (тако што их терају да буду пажљивији у својим изјавама) тако и слушалаца или читалаца (терају их да боље уочавају разлике у чињеничној тачности садржаја); опсервације укључују склоност публике да се уопште не поводи за исправкама грешака у погледу тема које су предмет највећих подела или тенденцију да буду више убеђени корекцијама негативних извештаја (нпр. „нападни огласи“), те да се измењена мишљења првенствено уочавају тек када појединац који греши јесте неко ко је прилично сличног мишљења. 

### Кориговање погрешних схватања
Једна студија из 2015. године нашла је доказе о „повратном ефекту“ (исправљање лажних информација може навести пристрасне појединце да се још чвршће држе својих ставова): „Корективне информације адаптиране са сајта Центра за контролу и превенцију болести (Centers for Disease Control and Prevention) знатно смањују веровање у мит да вакцина против грипа може да изазове грип као и забринутост због пиутања да ли је она безбедна. Међутим, корекција такође знатно редукује намеру да се вакцинишу међу испитаницима са високим нивоом бриге о нуспојавама вакцине – реакција која није забележена међу онима који који су мање забринути. Студија из 2017. покушала је да понови резултате студије из 2015, али није у томе успела. 
Једна студија из 2016. године открила је мало доказа о „повратном ефекту“. „Грађани у најећем броју уважавају чињеничне информације, чак и када такве информације доводе у питање њихове префереиране или идеолошке ставове.“
Сличноп томе, студија о присталицама које су подржавале Доналда Трампа током предизбоне трке 2016. нашла је мало доказа за повратни ефекат: „Када су испитаници прочитли вест о говору господина Трампа који је укључивао статистику ФБИ која указује на то да криминалитет „драматично и доследно опада временом“, њихова погрешна уверења о криминалу смањила су се у поређењу са уверењима оних који су видели верзију овог чланка у коме је изостављена корекција (иако се погрешно уверење задржало међу сразмерном мањином). 
Студије су показале да проверавање чињеница може да негативно утиче на веровање грађана у тачност тврдњи у политичким рекламним кампањама.  . Рад једне групе са Париске економске школе и Sciences Po економиста установио је да су неистине Марин Ле Пен током председничких избора у Француској 2017. године (а) успешно убедиле гласаче, (б) изгубиле убедљивост када су чињенице проверене, и (в) нису умањиле политичку подршку за Ле Пенову међу гласачима када су њене тврдње подвргнуте провери чињеница.
Студија из 2017. године у Политичком журналу (Journal of Politics ) нашла је да „појединци константно ажурирају политичка уверења у одговарајућем смеру, чак и чињенице које имају јасне импликације по репутацију политичке партије, иако то чине опрезно и донекле необјективно... Занимљиво је да они који се идентификују са једном од политичких партија нису пристраснији или опрезнији од оних који су скроз независни у својим сазнањима, у зависности од иницијалних уверења.
Студија политичких научника са Јејл универзитета Гордона Пеникука и Дејвида Г. Ренда утврдила је да ознаке лажних чланака на фејсбуку „уистину редукују њихову перципирану тачност с бзиром на контролу без тагова, али само у скромној мери.“ 
Студија у Дартмуту коју је предводио Брендан Нихан (Brendan Nyn) установила је да су ознаке на фејсбуку имале већи утицај него што је установила студија са Јејла. Ознака „спорно“ на лажном наслову смањила је број испитаника који су мислили да је наслов тачан са 29% на 19%, док је ознака „оцењен као лажан“ овај проценат смањио на 16%. The Yale study found evidence of a backfire effect among Trump supporters younger than 26 years whereby the presence of both untagged and tagged fake articles made the untagged fake articles appear more accurate.
Студија са Јејла открила је доказе о повратном ефекту међу Трамповим присталицама млађим од 26 година, међу којима је присуство како неозначених тако и означених лажних чланака учинио да немаркирани лажни чланци делују тачније. Као одговор на истраживање које је испитивало делотворност ознаке „спорно“ на Фејсбуку, Фејсбук је одлучио да укине ознаке у децембру 2017. године и да уместо тога постави чланке који проверавају чињенице у некој лажне приче поред линка за ту лажну причу када год се она дели на Фејсбуку. 
На основу резултата једне студије из 2017. год., у часопису Психолошка наука (Psychological Science) најделотворнији начини да се смањи дезинформисање помоћу исправки укључивао би:
- Ограничавање детаљних описа или аргумената о дезинформацији;
- Навођење разлога из којих је нека информација лажна, пре него само означавање исте као лажне;
- Презентовање нових и веродостојних информација које омогућавају читаоцима да ажурирају своје знање о догађајима и да, пре свега, схвате зашто су нешто погрешно разумели;
- Коришћење видео записа јер су видео записи изгледа делотврнији него текст у повећавању пажње и смањивању збрке, што их чини ефикаснијим у исправљању погрешних схватања у односу на текст.

Следећа студија у часопису „Журнал експерименталних политичких наука“ (Journal of Experimental Political Science ) нашла је „чврсте доказе да су грађани вољни да прихвате исправке лажних вести, без обзира на њихову идеологију и на садржај лажних прича.“ 
Рад Ендруа Геса (Andrew Guess) (са Принстон универзитета), Брендана Нихана (Brendan Nyhan) (са Дартмут колеџа) и Џејсона Реифера (Jason Reifler) (са Универзитета у Егзитеру) установио је да су конзументи лажних вести имали тенденцију да заузимају мање повољне ставове о проверавању чињеница, нарочито Трампове присталице. Рад је установио да су конзументи лажних вести ретко наилазили на провере чињеница: „само око једне половине Американаца која је посетила вебсајт са лажним вестима током периода посматраног у студији видела је било коју проверу чињеница са неке од вебстраница посвећених проверавању чињеница (14,0%). "

### Политички дискурс
Експериментална студија из 2015. године утврдила је да провера чињеница може подстаћи политичаре да не шире дезинформације. Студија је утврдила да ово може помоћи да се побољша политички дикурс на тај начин што ће повећати значај репутације или ризик од ширења дезионформација међу политичким елитама. Истраживачи су послали „серију писама о ризицима по њихову репутацију и изборну сигурност уколико буду ухваћени у давању спорних изјава. Законодавци којима су ова писма послата знатно су мање добијали негативне оцене при проверавању података или је њихова тачност ређе јавно довођена у питање, што имплицира да проверавање чињеница може да смањи нетачност када представља озбиљну претњу. 

### Политичке преференце
Једна експериментална студија утврдила је да провера чињеница током дебата утиче на то како гледаоци оцењују излагање кандидата и „већу спремност да гласају за неког кандидата када провере чињеница указују да је тај кандидат искрен.“ 
Студија о Трамповим присталицама у време председничке кампање 2016. године установила је да док су провере чињеница у лажним тврдњама које је дао Трамп умањиле веровање присталица у те лажне тврдње, корекције нису промениле њихове ставове према Трампу.

### Контроверзе и критике
Провера политичких чињеница понекад је предмет критике као импресионистичко новинарство (новинарство личног мишљења). Септембра 2016. године, национална телефонска и онлајн анкета Расмунсен Рипортса (Rasmussen Reports) утврдила је да „само 29% од свих вероватних гласача у САД верује медијским проверама чињеница из коменатара кандидата. Шездесет и два процента (62%) сколоније је да поверује да новинске организације изврћу чињенице како би помогле кандидатима које подржавају.“

### Организације и појединци
Репортерска лабораторија при Дјук универзитету (Duke University) одржава базу података о организацијама које проверавају чињенице, којом управљају Марк Стенсел (Mark Stencel) и Бил Адер (Bill Adair). Ова база података прати више од стотину непристрасних организација широм света. Критеријуми Лабораторије за укључивање организација заснивају се на томе да ли оне:
- испитују све (заинтересоване) стране;
- испитују дискретне тврдње и доносе закључке;
- прате политичка обећања;
- јесу транспарентне у погледу извора и метода;
- откривају финансирање/афилијацију; и
- да ли се првенствено баве вестима и информацијама.[27]

#### Африка
Африка Чек (Africa Check:) је прва независна афричка организација за проверу чињеница са канцеларијама у Кенији, Нигерији, Јужној Африци, Сенегалу и Великој Британији, а која проверава тврдње јавних званичника и медија у Африци.

#### Индија
Бум (Boom) је вебсајт за проверу чињеница у дигиталном новинарству. 
ЕсЕмХоаксСлејер (SMHoaxSlayer) је вебсајт широког спектра за проверу чињеница који проверава обмане у друштвеним медијима и преваре које круже Индијом.

#### Иран
Гоманех (Gomaneh) је персијски онлајн часопис посвећен истраживању говоркања и гласина.

#### Јапан
ГоХу (GoHoo): Покренуло ју је непрофитно удружење које се залаже за прецизност у новинском извештавању (Watchdog for Accuracy in News-reporting) из Јапана (WANJ or 一 般社団法人 日本報道検証機構) 16. новембра 2014. године. Јавност обезбеђује финансирање са око 1,6 милиона јена преко Реди фор (Ready For ). Добитник је награде Social Business Grand Prize 2012 Summer. 
Јапански центар за едукацију новинара (Japan Center of Education for Journalists (JCEJ)): Подржава новинаре и оне који проверавају чињенице у складу са Новинарским водичем кроз друштвене изворе (Journalist's Guide to Social Sources ) објављеним од стране First Draft News, пројекта Шоренстејн центра Харвард Кенеди школе (Harvard Kennedy School’s Shorenstein Center). Сам центар такође разоткрива неистине.

#### Европа
- BBC Reality Check [37]
- Full Fact:[38] Независна организација за проверу чињеница са седиштем у Великој Британији која има за циљ да „промовише тачност у јавној дебати“, покренута 2009. год.
- The FactCheck blog:[39] Блог којим управља организација Channel 4 News у Великој Британији.
- Les Décodeurs [40] (Декодери): француски блог за проверу чињеница који води Le Monde.
- Pagella Politica:[41] Италијански вебсајт за проверу чињеница.
- Ellinikahoaxes.gr:[42] Грчки вебсајт за проверу чињеница покренут 2013. године. Разобличава обмане, урбане легенде, интернет преваре и друге приче сумњивог порекла.
- Factchecker.gr:[43] Независни грчки вебсајт за проверу чињеница покренут у фебруару 2017. године, специјализован за псеудонауку у медицинске преваре. [44] Повезан са Ellinika Hoaxes.
- Bufale.net:[45] Италијански вебсајт за проверу чињеница.
- Ferret Fact Service:[46] Први шкотски сајт за проверу чињеница покренут у априлу 2017.[47] године, на основу гранта од Гугл иницијативе за дигиталне вести [48] (Google Digital News Initiative).
- Mimikama:[49] Аустриски вебсајт за проверу чињеница који се углавном фокусира на преваре на Фејсбуку на немачком и холандском говорном подручју.
- Miniver.org:[50] Први вебсајт у Шпанији посвећен проверавању чињеница, покренут 2017. године са циљем да разоткрије лажне вести. Акредитован је од Гугл организације за проверу чињеница.

#### Латинска Америка
- Argentina: Chequeado.com [51]
- Централна аАмерика: Rete al candidato [52]
- Brazil: E-farsas[53]

#### Сједињене Америчке Државе
- FactCheck.org и FactCheckEd.org: непристрасне[54] непрофитне сестринске веб странице које себе описују као „заступнике бирача, који имају за циљ да смање ниво обмана и конфузије у политици САД“ и служе као ресурси за едукацију средњошколским наставницима односно ученицима (потоња је установљена 2005). Представљају пројекат Аненберг центра за јавну политику (Annenberg Public Policy Center) Аненберг школе за комуникацију (Annenberg School for Communication) при Универзитету у Пенсилванији и примарно су финансиране од стане Аненберг фондације (Annenberg Foundation).
- Fact Checker (The Washington Post):[55] Пројекат „Вашингтон поста“ познат по оцењивању политачара на основу чињеничне тачности њихових изјава оценама од нула до четири Пинокија [56]. Покренуо га је у септембру 2007 новинар „Пост дипломатика“ Мајкл Добс (Michael Dobbs) специјално за председничка кампања 2008председничку кампању 2008. године.[57] Престао је са радом 4. новембра 2008. године[58], али је поново покренут, са још ширим фокусом, у јануару 2011, под вођством Глена Кеслера (Glenn Kessler.),[59] ветерана дописништва листа „Пост дипломатик“
- Our.News (Наше вести) користи мноштво извора међу корисницима како би проверио чењенице у вези са било којим чланком и дозвољава корисницима да оцене неку вест са акпекта спиновања, поверења, тачности и релевантности. Извори чињеница су двојаки: они које наводе корисници и они до којих се дође аутоматски. Такође се дају и информације о издавачу и аутору, као и статистички подаци.
- PolitiFact.com:[60]Сервис новина Tampa Bay Times – Настао августа 2007, користи „истинометар“ ("Truth-o-Meter") за рангирање по количини истине у изјавама јавних личности. Добиник Пулицерове награде за 2009. годину.
- Snopes.com се углавном фокусира, али не ограничава на евалуацију и разоткривање урбаних легенди и других прича у америчкој популарној култури.
- TruthOrFiction.com евалуира и разобличава урбане легенде, интернет гласине, прослеђиване мејлове и друге приче непознатог или дискутабилног порекла.
- RealClearPolitics' Fact Check Review ревија за проверавање чињеница тежи да пружи квартарну критику настојања терцијарног нивоа да проверава чињенице, о коме је претходно било речи. У свом уводном броју од 9. априла 2018, писац ове ревије Калев Летару (KalevLeetaru) описао је њихова настојања да „провере оне који проверавају“ тако што ће проверити како организације за проверу чињеница функционишу у пракси (за разлику од тога како себе описују), од њихових тврдњи и извора за верификацију до актуелних фокуса и до онога шта представља „чињеницу“. [61]Летару ради на Универзитету у Џорџтауну, где је задужен за проучавање и унапређивање „интернационалних вредности, комуникационих технологија и глобалног Интернета.“[62]

## Ante hoc провера чињеница
Једна од користи штампања само проверених примерака јесте то што се на тај начин избегавају озбиљни, понекад скупи, проблеми, нпр. судски спорови и дескредитација. Они који проверавају чињенице пре свега су корисни за уочавање случајних погрешака; они нису гаранција да се можемо заштити од оних који желе да изврше преваре у новинарству. 
Евентуална друштвена корист од усавршавања основне вештине проверавања чињеница истакнута је током једног округлог стола у дискусији Моше Беновица (Moshe Benovitz), који је приметио да „савремени ученици користе своје бежичне светове да појачају скептицизам и да одбаце догму,“ али је и образложио зашто ово има позитивне импликације за развој вредности. Он тврди:
„Можемо подстаћи наше студенте да прихвате информацију и енергично крену у потрагу за тачношћу и веродостојношћу. Проверавање чињеница може постати научена вештина, а технологија се може зауздати на такав начин да постане друга природа... Изналажењем могућности за интегрисање технологије у учење, студенти ће аутоматски осетити лепоту стапања ... њиховог сајбер ... (и не-вирутелног света). Уместо да ове две сфере коегзистирају нелагодно и опрезно обилазећи једна другу, постоји и вредно искуство синтезе...“ 
Он закључује примедбом да ово представља „нову могућност да студенти дају допринос дискусији као никада раније, уводећи технологију на позитиван начин у академско окружење“ (уместо да се на њу гледа само као на дистракцију). 

### Контроверзе
Једна новинарска контроверза тиче се репортера и плагијатора Стивена Гласа који је признао плагијаторство и који је осрамоћен, а који је новинарску каријеру започео управо проверавањем чињеница. Одговорни за проверу чињеница у часопису The New Rепublic и другим недељницима за које је радио никада нису указали на бројне измишљотине у Гласовим репортажама. Мајкл Кели , који је био уредник неких од Гласових измишљених прича окривио је себе пре него оне који проверавају чињенице, рекавши: „Сваки систем проверавања чињеница заснива се на поверењу... Ако репортер намерно фалсификује, то поражава систем. У сваком случају, систем који има праву снагу није провера чињеница, него уредник.“ 

### Појединци
- Сара Харисон Смит провела је неко време у и била на челу одељења за проверу чињеница у листу The New York Times. Она је ауторка књиге „Библија верификатора чињеница“ (The Fact Checker's Bible).
- Џим Фингал радио је неколико година као верификатор за The Believer и McSweeney's, а уједно је, са Џоном Д'Агатом коаутор дела „Животни век чињенице“ (The Lifespan of a Fact) која представља увид у битку између њега као верификатора чињеница и Д'Агата као аутора једног од есеја који помера границе „уметничке слободе“ која је прихватљива у нелитерарном делу.

### Списак оних који су се некада налазили у овој улози
Следи листа појединаца за које се поуздано тврди да су имали удела у проверавању чињеница у некој фази своје каријере, често као прелазне фазе ка другим новинарским подухватима или током независне каријере писца:
- Сузан Чои – америчка списатељица[65]
- Андерсон Купер – телевизијски водитељ [66]
- Ештер Дисон – технолог[тражи се извор]
- Ненси Френклин – члан редакције листа New Yorker [67]
- Вилијам Гадис – амерички романописац [68]
- Вирџинија Хефернан – телевизијски критичар листа New York Times [69]
- Роџер Хоџ – некадашњи уредник часописа Harper's Magazine [70]
- Дејвид Д. Киркпатрик – репортер листа New York Times [71]
- Даниел Менакер – некадашњи главни уредник издавачке куће Random House [72]
- Дејвид Рис – карикатуриста
- Сен Вилсеј – уредник McSweeney's и писац мемоара [73]